# Arlene Klasky
Arlene Klasky est une productrice et scénariste américaine, née le 26 mai 1949.

## Filmographie
Comme productrice
- 1991 : Les Razmoket (Rugrats) (série télévisée)
- 1995 : Santo Bugito (série télévisée)
- 1998 : La Famille Delajungle ("The Wild Thornberrys") (série télévisée)
- 1998 : The Wacky Adventures of Ronald McDonald: Scared Silly (vidéo)
- 1998 : Les Razmoket, le film (The Rugrats Movie)
- 1999 : Rocket Power (série télévisée)
- 1999 : The Wacky Adventures of Ronald McDonald: The Visitors from Outer Space (vidéo)
- 2000 : Ginger (série télévisée)
- 2000 : Les Razmokets à Paris - Le film (Rugrats in Paris: The Movie - Rugrats II)
- 2001 : Famille de la jungle - L'anniversaire de Donie (The Wild Thornberrys: The Origin of Donnie) (TV)
- 2002 : Rocket Power: Race Across New Zealand (TV)
- 2002 : La Famille Delajungle, le film (The Wild Thornberrys Movie)
- 2003 : Les Razmoket rencontrent les Delajungle (Rugrats Go Wild!)